# 圖爾奇尼夫卡

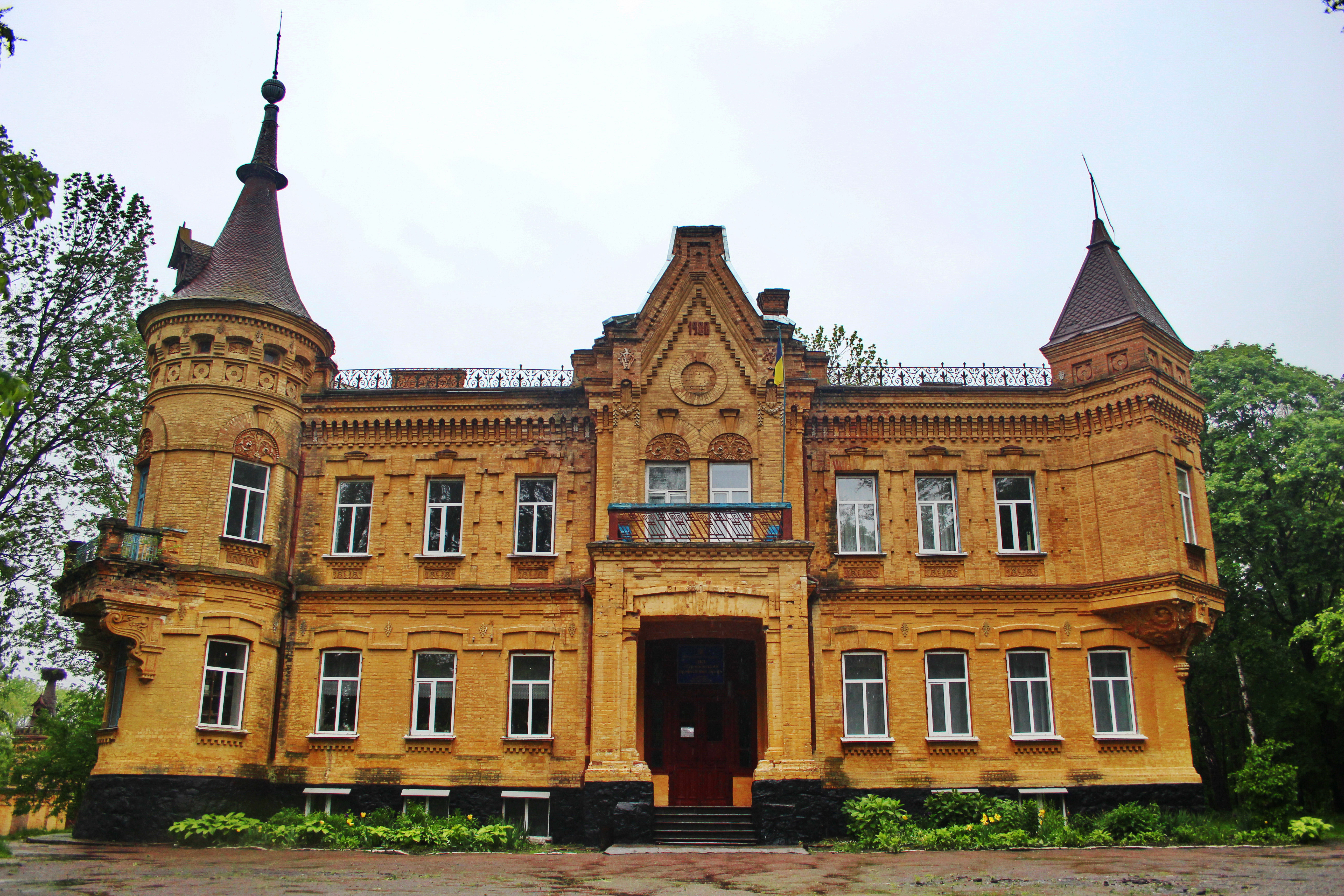

圖爾奇尼夫卡（烏克蘭語：Турчинівка），是烏克蘭北部的村莊，隸屬日托米爾州的日托米爾區。該村面積2.05平方公里，海拔高度252米，2001年人口589，人口密度每平方公里287.74人。